# Кусково (Новосибирская область)
Кусково — деревня в Тогучинском районе Новосибирской области. Входит в состав Киикского сельсовета.

## География
Площадь деревни — 43 гектаров.

## Население
| 2002 | 2007 | 2010 |
| ---- | ---- | ---- |
| 127  | ↘116 | ↘77  |

## Инфраструктура
В деревне по данным на 2007 год отсутствует социальная инфраструктура.